# Carol Crespo
Ana Carolina "Carol" Crespo Simões (Rio de Janeiro, 1 de maio de 1985) é uma atriz, dubladora, diretora de dublagem e youtuber.

## Biografia
Filha da atriz e dubladora Sarito Rodrigues e do ator, diretor e artista plástico Reinaldo Simões, Carol Crespo começou a fazer teatro com quatro anos de idade, mas só começou a fazer teatro infantil depois dos vinte anos de idade, já na dublagem ela começou com 8 anos na Herbert Richers. Começou como diretora de dublagem desde 2010. Começou a desfilar na escola mirim com quatro anos na Mangueira do Amanhã onde foi passista por dez anos, sempre incentivada pela mãe. Desde 2004 quando desfilou no carro da DNA do Unidos da Tijuca, ela não largou mais os desfiles da escola do Borel. Em 2006, ganhou o título do Concurso Pura Cadência da Unidos da Tijuca e no ano seguinte foi eleita por unanimidade a Musa das Caricatas pelo público gay no Terreirão do Samba. Presente a todos os ensaios com sua incansável energia e simpatia, despertou a atenção do presidente Fernando Horta e da diretoria para participar do concurso Musa do Carnaval 2010 como representante da escola, sendo eleita no programa Caldeirão do Huck.

## Dublagens

### Cinema
| Atriz                 | Filme                                                         |
| --------------------- | ------------------------------------------------------------- |
| Lady Gaga             | Nasce Uma Estrela                                             |
| Arielle Kebbel        | O Mistério das Duas Irmãs e Cinquenta Tons de Liberdade       |
| Cara Delevingne       | Cidades de Papel e Esquadrão Suicida                          |
| Emilia Clarke         | O Exterminador do Futuro: Gênesis e Como Eu Era Antes de Você |
| Jessalyn Wanlim       | Aminimigos e A Nova Cinderela: Era Uma Vez Uma Canção         |
| Julianne Nicholson    | Breves Diálogos com Homens Horríveis e Drama em Família       |
| Abigail Breslin       | Assombrada pelo Passado                                       |
| Adea Lennox           | Super Dark Times                                              |
| Adelaide Clemens      | O Grande Gatsby                                               |
| Alice Englert         | Dezesseis Luas                                                |
| Alison Araya          | Páginas de um Romance 2                                       |
| Amanda Gallo          | Cupido: A Magia do Amor                                       |
| Amber Heard           | Terra Fria                                                    |
| Angela Goethals       | Fora de Controle                                              |
| Angel Lewis           | American Pie 5 - O Último Stifler Virgem                      |
| Ashley Scott          | Mergulho Radical                                              |
| Bianca Kajlich        | Teenagers - As Apimentadas                                    |
| Brea Grant            | Halloween 2                                                   |
| Bria Murphy           | Fobia                                                         |
| Clara Von Gluckfberg  | Kingsman: O Círculo Dourado                                   |
| Corbin Reid           | Bruxa de Blair                                                |
| Dania Ramirez         | American Pie: O Reencontro                                    |
| Florence Kasuma       | O Rei Leão (Shenzi)                                           |
| Gabrielle Lott-Rogers | Michelle e Obama                                              |
| Gaia Scodellaro       | Andron: Labirinto Negro                                       |
| Georgia King          | Um Dia                                                        |
| Hani Furstenberg      | Assassinato no Mississipi                                     |
| Hanna Hall            | Halloween - O Início                                          |
| Haylie Duff           | Pânico na Ilha                                                |
| Karissa Strain        | Carrie - A Estranha                                           |
| Jaime Pressly         | A Boneca do Mal                                               |
| Jessica Tovey         | Amor sem Pecado                                               |
| Kali Hawk             | Encontro de Casais                                            |
| La La Anthony         | Voando para o Amor                                            |
| Lacey Chabert         | Meninas Malvadas                                              |
| Lauren Lorbeck        | Stay Alive - Jogo Mortal                                      |
| Letitia Wright        | Pantera Negra                                                 |
| Letitia Wright        | Wakanda Para Sempre                                           |
| Liv Tyler             | Super                                                         |
| Michelle Harrison     | O Milagre do Carpinteiro                                      |
| Michelle Trachtenberg | A Pequena Espiã                                               |
| Mika Boorem           | A Onda dos Sonhos                                             |
| Mýa                   | Amaldiçoados                                                  |
| MyAnna Buring         | A Saga Crepúsculo: Amanhecer - Parte 2                        |
| Nikki Leigh Scott     | Receitas do Amor                                              |
| Noomi Rapace          | Bright                                                        |
| Olivia Jackson        | Corrida Mortal 3 - Inferno                                    |
| Panward Hemmanee      | Perigo em Bangkok                                             |
| Rebecca Brown         | Escola de Rock                                                |
| Roxanna Hope          | Código de Honra                                               |
| Salma Hayek           | 54 (Redublagem)                                               |
| Saoirse Ronan         | Stockholm, Pennsylvania                                       |
| Seretta Wilson        | Receitas do Amor                                              |
| Sheebah Karungi       | Rainha de Katwe                                               |
| Tiffani Thiessen      | Polo Norte                                                    |
| Tracey Ellis          | O Último dos Moicanos                                         |
| Vanessa Morgan        | Um Geek Encantador                                            |

### Televisão
| Personagem                       | Série/Seriado                        |
| -------------------------------- | ------------------------------------ |
| Hayley Marshall                  | Os Originais                         |
| Hayley Marshall                  | Diários de um Vampiro                |
| Nicole Clark                     | Stalker - Obsessão                   |
| Katie                            | Jack and Bobby                       |
| Jill Shelby                      | Arquivo Morto                        |
| Karine                           | Agentes da S.H.I.E.L.D.              |
| Audrie                           | Projeto Intelligence                 |
| Detetive Mercedes "Misty" Knight | Luke Cage                            |
| Misty Knight                     | Os Defensores                        |
| Agente Especial Liz Babbitt      | Motel Bates                          |
| Shana Fring                      | Pretty Little Liars                  |
| Beth Barrington                  | Harpers Island: O Mistério da Ilha   |
| Sandee                           | Hung                                 |
| Soldado Abigail 'Abby' Sherman   | Rizzoli e Isles                      |
| Lori Trammel                     | Heroes                               |
| Pamela Dipalma                   | iZombie                              |
| Rosalie                          | Hellcats: Líderes de Torcida         |
| Janice                           | Brooklyn Nine-Nine                   |
| Maxima                           | Smallville: As Aventuras do Superboy |
| Sra. Cardinal                    | Degrassi: Next Class                 |
| Mãe/Sra. Quagmire                | Desventuras em Série                 |
| Hannah Conway                    | House of Cards                       |
| Lucia                            | Colony                               |
| Daenerys Targaryen (1ª voz)      | Game of Thrones                      |
| Rizos/Cachinhos                  | Vis a Vis                            |
| Maureen Kukudio                  | Orange Is the New Black              |
| Rowan                            | Reinado                              |
| Rebecca Lewis (2ª voz)           | Shadowhunters                        |
| Tahani Al-Jamil                  | O Bom Lugar                          |
| Margo Dubois                     | Majority Rules!                      |
| Lenora Towers                    | O Vidente                            |
| Lauren                           | Grace and Frankie                    |
| Narradora/Gossip Girl            | Gossip Girl: A Garota do Blog        |
| Naomi Walker                     | Chuck                                |
| Harmony Destiny                  | Glee: Em Busca da Fama               |
| Liz                              | Love Bites                           |
| Sam Swan                         | White Gold                           |
| Jenny                            | Sobrenatural                         |
| Astrid Finch)                    | The Tomorrow People                  |
| A Bibliotecária                  | Escola de Magia                      |
| Tenente Kristin Ortega           | Altered Carbon                       |
| Marlena Nichols                  | Veronica Mars                        |
| Maggie Morales                   | Sons of Tucson                       |
| Alice                            | Master of None                       |
| Riina                            | Hellfjord - O Inferno Congelado      |
| Mira/Miratrix                    | Power Rangers: Operação Ultraveloz   |
| Suzanne "Suzie"                  | Crazyhead                            |
| Agente Chaperone                 | Reféns do Poder                      |
| Ashley                           | O.C.: Um Estranho no Paraíso         |
| Susan Cheryl                     | Love                                 |
| Krystal                          | Freddie                              |
| Sra. Alvarez                     | Máquina Mortífera                    |
| Mãe                              | Pequeno Grande Avô                   |
| Alisson Hargreeves/Número 3      | The Umbrella Academy (Redublagem)    |

### Telenovelas
| Personagem                              | Telenovela                    |
| --------------------------------------- | ----------------------------- |
| Marisol                                 | A Vida é um Jogo              |
| Sol de la Riva                          | Rebelde                       |
| Valentina Izaguirre/Valentina Jaramillo | Camaleões                     |
| Isela Ramos Cabrera                     | Eu Não Acredito nos Homens    |
| Lulú Durán                              | Primeiro Amor, a Mil Por Hora |

### Desenhos e animes
| Personagem             | Animação                                     |
| ---------------------- | -------------------------------------------- |
| Zoey                   | Drama Total: A Vingança da Ilha              |
| Zoey                   | Drama Total: Só Estrelas                     |
| Carrie Kelley/ Robin   | Batman Gotham Knights                        |
| Angela Ramsey          | Pai Espião                                   |
| Azula                  | Uma Família Feliz                            |
| Eliza Fletcher         | Phineas e Ferb                               |
| Shira                  | A Era do Gelo 4                              |
| Granda Dee             | DuckTales - Os Caçadores de Aventuras (2017) |
| Giganta                | Peg e o Gato                                 |
| Louise                 | World of Winx                                |
| Maracujá               | A Laranja Irritante                          |
| Paige                  | Scooby-Doo! E WWE: Maldição do Demônio Veloz |
| Pat                    | Croods, o Início                             |
| Petúnia Pig            | O Show dos Looney Tunes                      |
| Stevie                 | Barbie: Rainhas do Rock                      |
| Suzi                   | Acampamento Lakebottom                       |
| Violet (2ª voz)        | Espiãs Demais!                               |
| Bellum                 | Carmen Sandiego                              |
| Spinderella            | She-Ra e as Princesas do Poder               |
| Derieri (2ª temporada) | Nanatsu no Taizai                            |
| Lima                   | Astronauta                                   |

### Reality show
| Participante    | Reality show                        |
| --------------- | ----------------------------------- |
| Amber Portwood  | Jovens e Mães OG                    |
| Jamie Gregorich | Hell's Kitchen (temporada 9)        |
| Kayleigh Morris | De Férias com o Ex (temporadas 2–5) |
| Tania Gattas    | Acapulco Shore                      |

### Jogos
| Personagem            | Jogo                            |
| --------------------- | ------------------------------- |
| Ciri jovem            | The Witcher 3: Wild Hunt        |
| Cruz Ramirez          | Cars 3: Driven to Win           |
| Devi Nayar            | The Order: 1886                 |
| Clara O'DeaLydia Frye | Assassin's Creed Syndicate      |
| LeBlanc               | League of Legends               |
| Lethicia Vergeten     | Enigma do Medo                  |
| Mara Sov              | Destiny 2                       |
| Sombra                | Overwatch                       |
| Zoya                  | Trine 3: The Artifacts of Power |